# Коваленко Гаїна Симонівна
Гаї́на Си́монівна Ковале́нко (нар. 1 (14) листопада 1905, Київ — 26 квітня 1989, Київ) — українська письменниця, перекладачка, акторка. Членкиня Спілки письменників України від 1942.

## Життєпис
Народилася 1 (14) листопада 1905 в сім'ї робітника. Закінчила в Києві реальне училище.
У 1924 закінчила в Києві три курси Музично-драматичного інституту імені Миколи Лисенка. Два роки (1922–1924) була актрисою театру «Березіль», у 1924—1926 роках — керівницею драматичного гуртка в селі на Київщині.
У 1927–1928 роках грала на сцені Київського другого робітничого пересувного театру.
У 1926 одружилася з поетом Миколою Бажаном. 1 травня 1929 народила доньку Майю. У цей час подружжя мешкало по черзі в Харкові та Києві.
1934 — після перенесення столиці УСРР з Харкова до Києва (та переїзду туди керівництва Спілки письменників) разом з М. Бажаном переїхала до Києва, де вони оселилися в «Роліті» (Будинкові робітників літератури), у трикімнатній квартирі.
Працювала на «Українфільмі» (нині Національна кіностудія художніх фільмів імені Олександра Довженка) звукомонтажницею, потім літературною редакторкою і перекладачкою (1936—1938), редакторкою сценарного відділу (1938—1949).
1939 року, отримавши орден Леніна, Микола Бажан розлучився з Гаїною Коваленко й одружився з Ніною Лауер. Бажану як орденоносцю виділили велику 5-кімнатну квартиру № 66 у щойно збудованому новому корпусі «Роліту». У три великі кімнати вселилися Гаїна Коваленко з Майєю та батьки Бажана. Дві інші кімнати зайня близький друг М. Бажана, Юрій Яновський із дружиною Тамарою Жевченко, звільнивши своє двокімнатне помешкання № 76, куди в'їхали Микола Бажан із Ніною Лауер.
З першою дружиною Бажан зберіг теплі, дружні стосунки. До кінця життя він відвідував її та був у курсі всіх поточних справ. «Я не росла без батька», — зазначила його донька Майя.
1944 року, коли письменницькі родини повернулися з евакуації, Гаїні Коваленко з донькою стараннями колишнього чоловіка надали в «Роліті» окрему трикімнатну квартиру. Завдяки його матеріальній підтримці Гаїна Коваленко в голодні повоєнні роки мала змогу влаштовувати так звані «суботи» — варила знамениті вареники, які залюбки куштували Остап Вишня, Максим Рильський, Олександр Копиленко, Петро Панч, Вадим Собко, інші мешканці «Роліту».
На початку 1960-х років переселилася на теперішню вулицю Юлії Здановської.
Померла 26 квітня 1989 року. Похована в Києві на Байковому кладовищі (дільниця № 15). При похованні на могилі встановлено бляшану табличку.

## Творчість
У 1926—1929 роках опублікувала декілька дитячих казок. Від 1926 року перекладала з російської, грузинської, латиської, японської, польської й інших мов поетичні та прозові твори.
Переклади Гаїни Коваленко виходили окремими книжками:
- роман «Земля зелена» Андрія Упіта (1970),
- повість «І під кригою річка тече…» Мієрвалдіса Бірзе (1960),
- роман «Очерет під вітром» Тацудзо Ісікави (разом з Іриною Львовою; опубліковано 1960 року в № 1 журналу «Всесвіт»).

Переклала окремі поетичні твори Володимира Маяковського («Вірш про радянський паспорт»), Миколи Тихонова, Георгія Леонідзе, Акакія Церетелі, Симона Чиковані (поема «Пісня про Давида Гурамішвілі» — у співавторстві з Миколою Бажаном), Нізамі Гянджеві, Джамбула Джабаєва, Адама Міцкевича («Романтичність», «Втеча»), Юліуша Словацького, прозові твори Айбека, Батоджабая, Візбула Берце, твори інших радянських поетів і прозаїків.
Авторка тексту дублювання українською мовою близько ста художніх фільмів.